# Ultracentrifuge

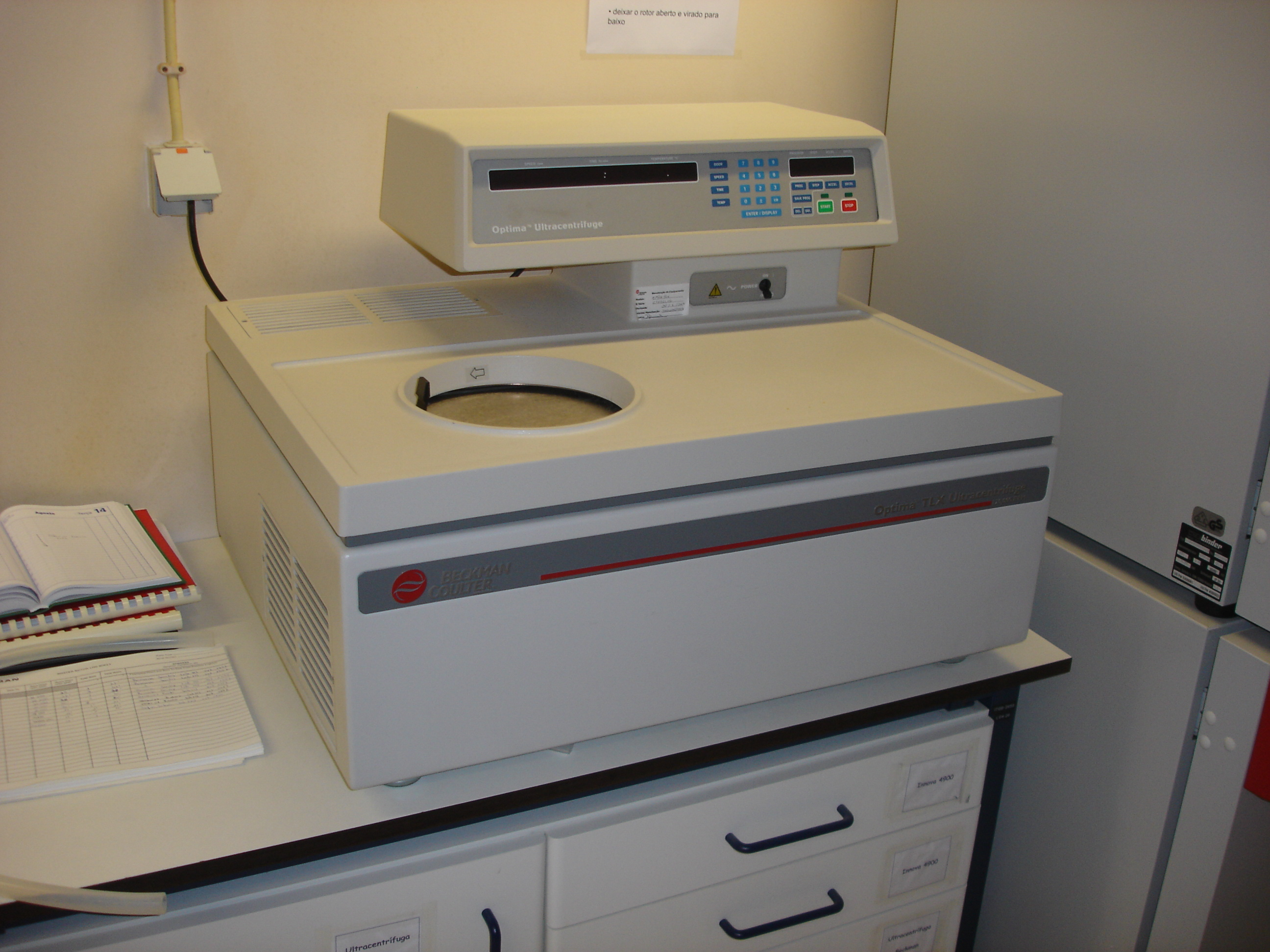
Ultracentrifuge in laboratorium

De ultracentrifuge is een centrifuge die is geoptimaliseerd om een rotor met zeer hoge snelheden te laten draaien. Gas-ultracentrifuges voor scheiding van isotopen kunnen versnellingen tot één miljoen g halen. De preparatieve en analytische centrifuges ongeveer 100 000 g. De analytische en preparatieve ultracentrifuges zijn zeer belangrijke instrumenten in de moleculaire biologie, de biochemie en de polymeerwetenschap. De ultracentrifuge werd in 1925 uitgevonden door Theodor Svedberg en hij won in 1926 de Nobelprijs voor Scheikunde voor zijn onderzoek naar colloïden en eiwitten gebruikmakend van de ultracentrifuge. De vacuüm ultracentrifuge werd voor het eerst beschreven door Edward Greydon Pickels.

## De analytische ultracentrifuge
In de analytische ultracentrifuge kan een monster worden bestudeerd tijdens de sedimentatie door middel van een optisch detectiesysteem gebruikmaken van UV absorptie of door optische interferentieverschijnselen veroorzaakt door wijzigende brekingsindex. Er wordt gezocht naar een zwaartekrachtsveld waarin de diffusie de sedimentatie precies opheft of er worden sedimentatiesnelheidsexperimenten gedaan.
Met de analytische ultracentrifuge is het mogelijk om de grove vorm van macromoleculen, de veranderingen in hun conformatie en de grootteverdeling van macromoleculen in mengsels vast te stellen. Voor macromoleculen als eiwitten, die niet-covalente complexen vormen in een dynamisch evenwicht, kunnen het aantal onderdelen, de stoichiometrie en de dynamica van de complexen worden vastgesteld.
Sedimentatiesnelheidsexperimenten proberen de gehele tijdreeks van sedimentatie vast te leggen, om uitspraken te doen over de vorm en moleculaire massa en groottedistributie van opgeloste macromoleculen. Het scheidend vermogen voor wat betreft de grootte van de deeltjes hangt af van het kwadraat van hun straal en grootteverdelingen van 100 Da tot 10 GDa kunnen worden onderscheiden door het aanpassen van de draaisnelheid. Er kunnen ook metingen met sedimentatiesnelheidsexperimenten worden verricht aan macromoleculen die in een dynamisch chemisch evenwicht verkeren, door middel van analyse van het spectroscopisch signaal van de verschillende componenten of door analyse van de samenstellingsafhankelijke sedimentatiesnelheid van het macromoleculaire systeem, zoals beschreven in de Gilbert-Jenkins theorie.
Sedimentatie-evenwichtsexperimenten houden zich bezig met het laatste stadium van het experiment. De centrifuge wordt met een snelheid rondgedraaid die precies groot genoeg is om de sedimentatiesnelheid de diffusie op te laten heffen. In dat geval is de moleculaire massa precies (1 tot 2%) vast te stellen en onafhankelijk van de vorm van de molecule. Bij reacties tussen de macromoleculen in de oplossing is het met deze techniek ook mogelijk om de evenwichtsconstanten te achterhalen.

## Preparaat ultracentrifuges
De preparaat ultracentrifuges zijn iets gangbaarder dan analyse ultracentrifuges en worden gebruikt om neerslagen te maken van bijvoorbeeld celorganellen, zoals ribosomen, microsomen en ook virussen. Ze worden ook vaak gebruikt met een concentratiegradiënt. Het af te centrifugeren monster wordt dan toegevoegd aan een buis met daarin een concentratiegradiënt van sucrose (celorganellen) of cesiumzouten in het geval van DNA-fragmenten. De organellen of fragmenten blijven stationair als de dichtheid van de oplossing overeenkomt met die van het organel of fragment.

## Gas-ultracentrifuge

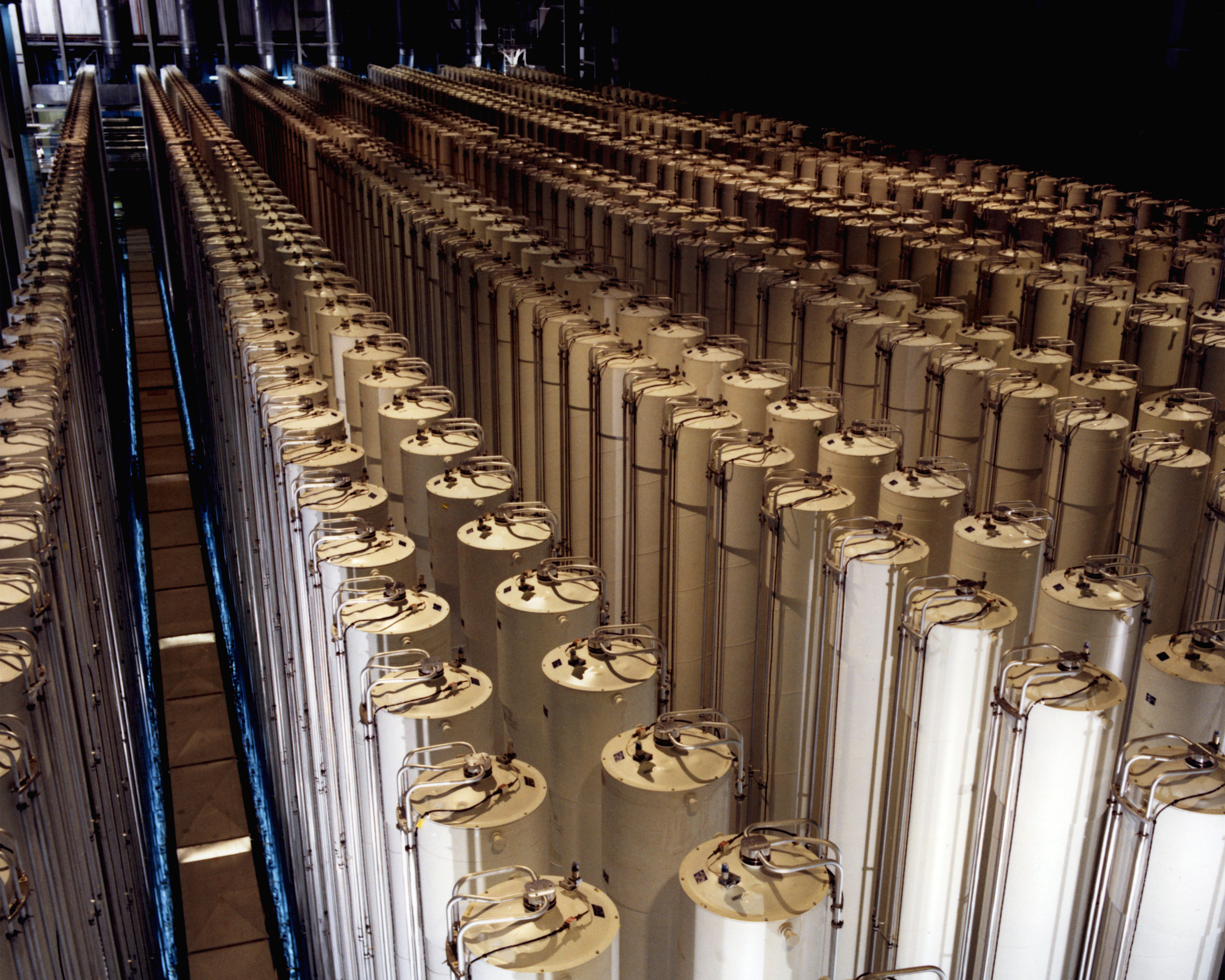
Cascade van gas-ultracentrifuges

Schematische weergave van een gas-ultracentrifuge met het zwaardere U-238 in donkerblauw en U-235 in lichtblauw. Door de rotatie van de ultracentrifuge verzamelt zich het zwaardere U-238 aan de randen en het lichtere U-235 in het midden. Door verhitting van onder ontstaan convectierollen die het zwaardere U-238 naar beneden vervoeren en het lichtere U-235 omhoog.

Een gas-ultracentrifuge wordt voornamelijk gebruikt om isotopen van elkaar te scheiden. Onderzoek naar uraniumverrijking door middel van centrifuge werd al in de Tweede Wereldoorlog verricht. Belangrijke namen hierbij zijn de Duitsers Max Steenbeck en Wilhelm Groth, en de Nederlandse natuurkundige Jacob Kistemaker. Het eerste werkzame ontwerp van een gas-ultracentrifuge was echter van de Oostenrijker Gernot Zippe, die in naoorlogse krijgsgevangenschap meewerkte in het kernwapenprogramma van de Sovjet-Unie.
Op basis van een ontwerp van Kistemaker worden bij de Urenco-vestiging in Almelo gas-ultracentrifuges gebouwd, die worden gebruikt in de verrijkingsfabrieken van Urenco in Almelo, Capenhurst (Verenigd Koninkrijk), Gronau (Duitsland) en Eunice (Verenigde Staten).

### Het probleem
Uranium komt als een mengsel van twee isotopen voor, waarbij natuurlijk uranium veel uranium-238 bevat en maar 0,7% uranium-235. Om een kettingreactie te bewerkstelligen in een uraniumbom of in de meest gebruikelijke kerncentrales is echter uranium met een hoger gehalte U-235 nodig. Het bereiken van een hoger gehalte U-235 wordt 'verrijken' genoemd. Omdat U-235 en U-238 identieke chemische eigenschappen hebben en in hun fysische eigenschappen maar heel weinig verschillen is de scheiding moeizaam. Het massaverschil bedraagt namelijk slechts 1,3% en moleculen in een gas hebben een zeer hoge diffusiesnelheid. Bij de kunstmatige zwaartekracht van 1 miljoen g is het toch mogelijk enige scheiding van de isotopen te bewerkstelligen. Ook dan is een lange 'cascade' van centrifuges nodig om een noemenswaardige verrijkingsgraad te behalen.

### Het productieproces
Voor het gas-ultracentrifugeproces laat men het uranium eerst reageren met fluor, zodat uraniumhexafluoride ontstaat. Uraniumhexafluoride is een reactieve stof, die echter het voordeel heeft van een laag sublimatiepunt 56,54°C en ook bij kamertemperatuur een aanzienlijke dampspanning van 15300 Pa. Door de luchtdruk te verlagen, gaat uraniumhexafluoride bij kamertemperatuur in gasvorm over. Dit gas wordt gecentrifugeerd in een ultracentrifuge, die met honderdduizend omwentelingen per minuut draait. De zwaardere fractie, met relatief veel aan fluor gebonden U-238, wordt door het centrifugeren meer naar de buitenkant van de centrifuge geslingerd, en wordt daar afgetapt. Zo blijft in het midden van de centrifuge een hogere concentratie U-235 over. Ook dit mengsel wordt afgetapt. Beide fracties worden, met vergelijkbare fracties uit andere centrifuges, in een volgende centrifuge verder gescheiden. Door zeer veel ultracentrifuges achter elkaar te schakelen en zo het gas herhaald te centrifugeren, kan het percentage U-235 voldoende worden opgevoerd om het uranium te kunnen gebruiken voor kernenergie (concentratie U-235 2 à 3 procent), of zelfs een kernwapen (concentratie U-235 boven de 90 procent; zogeheten weapons grade uranium).

### Onbedoelde verspreiding van de technologie
Als gevolg van spionage door de Pakistaanse natuurkundige Abdul Qadir Khan bij het Fysisch-Dynamisch Onderzoekslaboratorium van Stork in Amsterdam, en bij Urenco in Almelo, staat in het Pakistaanse Kahuta een verrijkingsfabriek voor uranium die werkt met van het Urenco-ontwerp nagebouwde ultracentrifuges. Vanuit Pakistan is de techniek verder verspreid, waarschijnlijk naar Iran, Libië, en Noord-Korea. Uit de Urenco-vestiging te Gronau is de techniek weggelekt naar Irak.